# Torri costiere del Lazio
Le torri costiere del Lazio sono un complesso fortificato unitario edificato tra XVI e XVII secolo dalla Camera Apostolica sulle coste laziali per difendere i territori interni dello Stato Pontificio da incursioni militari provenienti da oltremare.

## Elenco

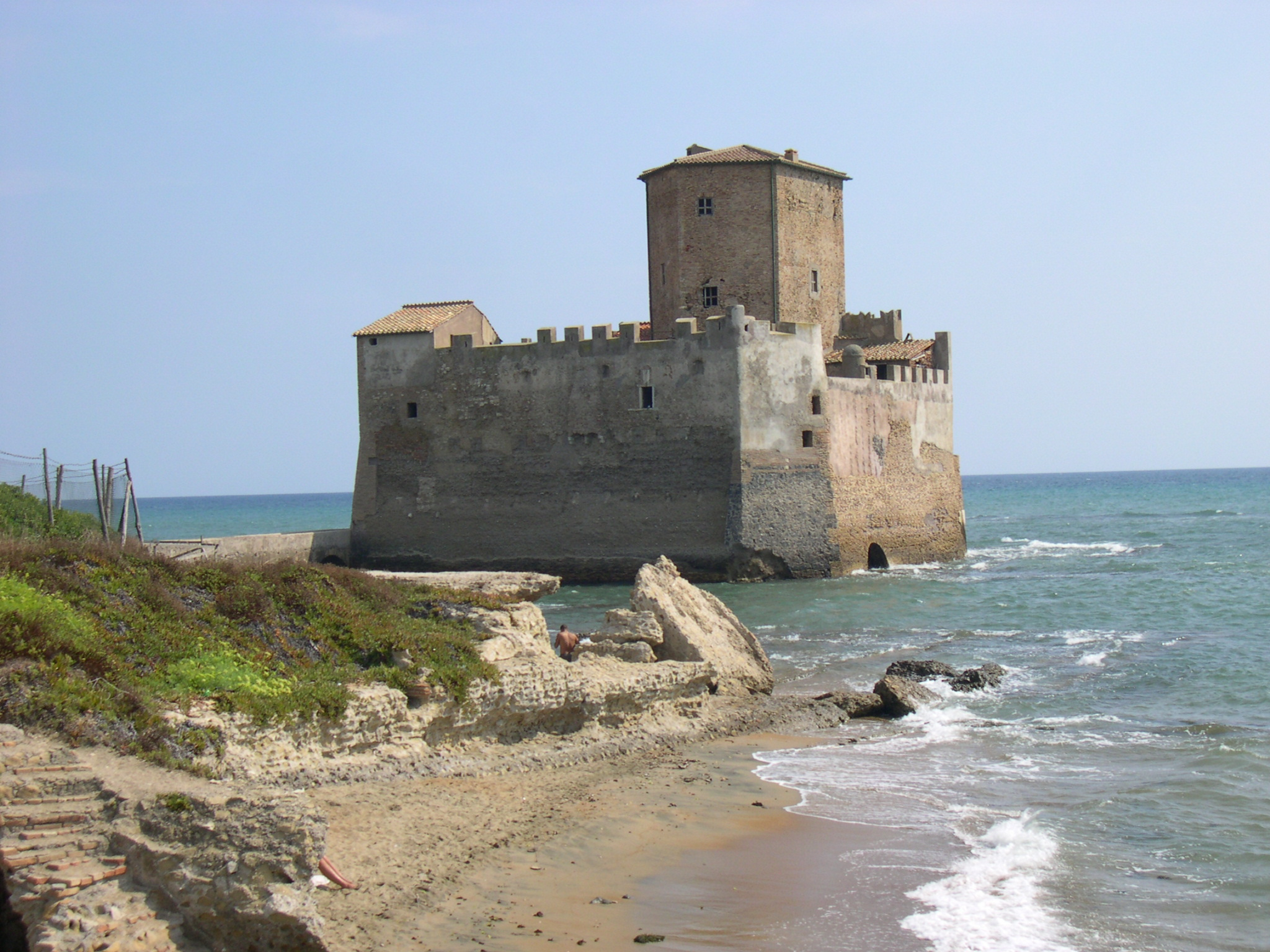
Torre Astura (città di Nettuno).

Elenco delle Torri costiere del Lazio suddivise per comune.
- Anzio:
  - Torre di Capo d'Anzio
  - Tor di Caldano (Tor Caldara)
  - Tor Materna
  - Torre Sant'Anastasio
  - Fortino di Porto d'Anzio

- Ardea:
  - Tor San Lorenzo

- Civitavecchia:
  - Torre d'Orlando
  - Forte Michelangelo
  - Torre Marangone

- Fiumicino:
  - Torre di Palidoro o Torre Perla (di epoca medievale, restaurata nel 1562 da Pio IV)
  - Torre Nicolina o Torraccia dello Sbirro (costruita nel 1450 da Niccolò V, restaurata nel 1567 da Pio V)
  - Torre di Maccarese (edificata nel 1564-5 per volere di Pio IV)
  - Torre Gregoriana, ricavata dal campanile romanico della basilica di Sant'Ippolito da Gregorio XIII (1580)
  - Torre Alessandrina, costruita da Alessandro VII nel 1662 e poi inglobata nella dogana progettata da Giuseppe Valadier (1823-8)
  - Torre Clementina (costruita nel 1773 da Clemente XIV, distrutta durante la seconda guerra mondiale)

- Formia:
  - Castello di Formia (Castellone)
  - Torre di Mola
  - Torre Gianola

- Gaeta:
  - Torre di Sant'Agostino (Torre Sant'Agostino)
  - Torre Scissure
  - Torre Viola
  - Castello di Gaeta

- Ladispoli:
  - Castello di Palo
  - Torre Flavia

- Latina:
  - Torre di Foce Verde
  - Torre di Fogliano

- Minturno:
  - Castello di Scauri

- Montalto di Castro: 
  - Torre di Montalto

- Nettuno:
  - Villa Borghese, conosciuta come Villa Bell'aspetto o Villa Costaguti
  - Forte Sangallo (Fortezza di Nettuno)
  - Borgo medievale di Nettuno (Castello di Nettuno)
  - Torre Astura

- Pomezia:
  - Tor Paterno
  - Torre del Vajanico

- Roma:
  - Tor San Michele
  - Rocca di Ostia
  - Castel Fusano
  - Tor Paterno

- San Felice Circeo:
  - Torre Paola
  - Torre Cervia
  - Torre Moresca
  - Torre Templare
  - Torre Fico
  - Torre Olevola
  - Torre Vittoria

- Tarquinia:
  - Torre di Corneto

- Terracina:
  - Castello di Terracina

- Santa Marinella:
  - Torre Chiaruccia
  - Castello di Santa Severa
  - Torre di Macchia Tonda

- Sperlonga:
  - Torre Centrale
  - Torre Truglia
  - Torre del Nibbio
  - Torre di Capovento (Torre Capovento)